# Johann Georg August Galletti

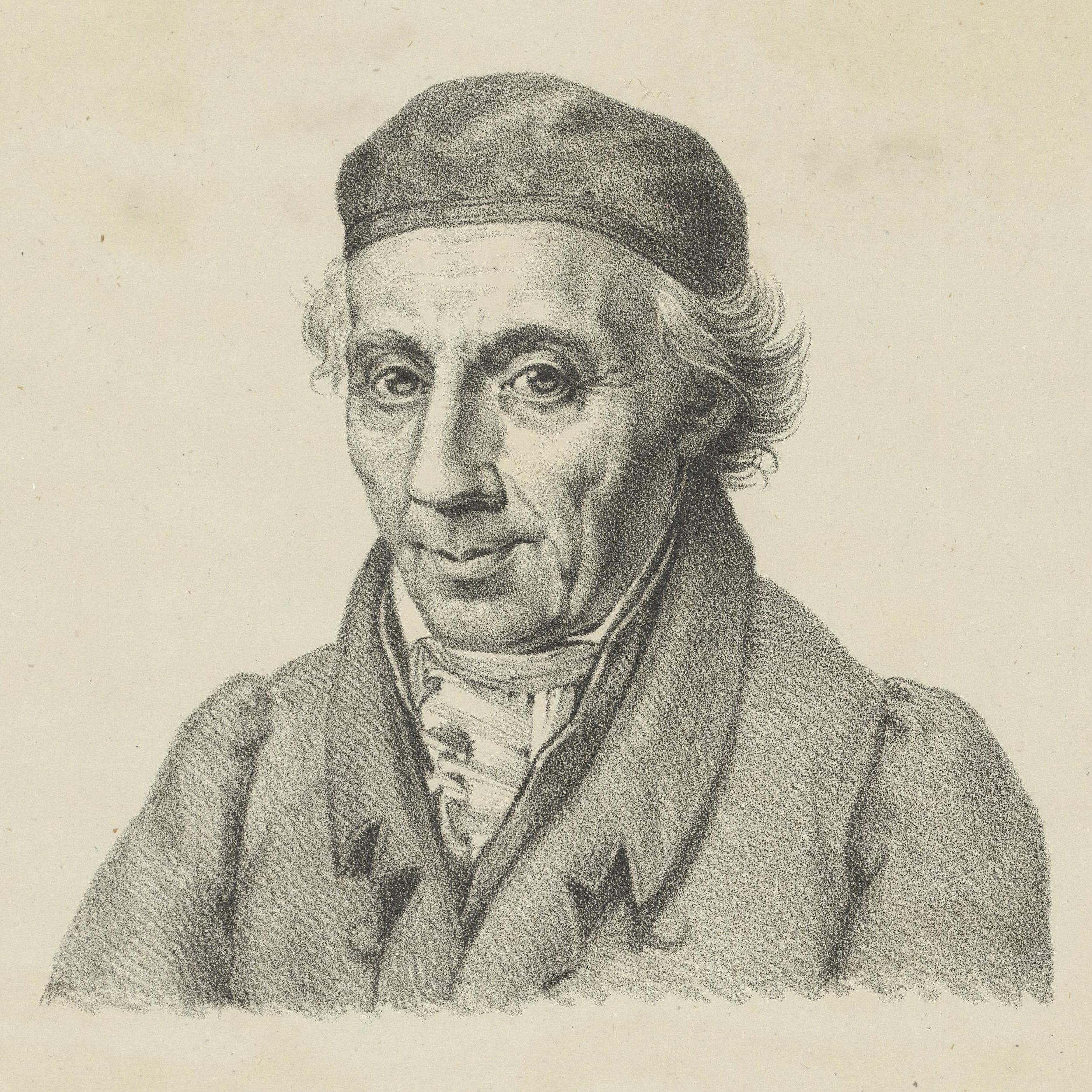
Johann Georg August Galletti

Johann Georg August Galletti (* 19. August 1750 in Altenburg; † 16. März 1828 in Gotha) war ein deutscher Historiker und Geograph, Verfasser zahlreicher zeitgenössisch bedeutsamer Historien und Lehrbücher.

## Leben

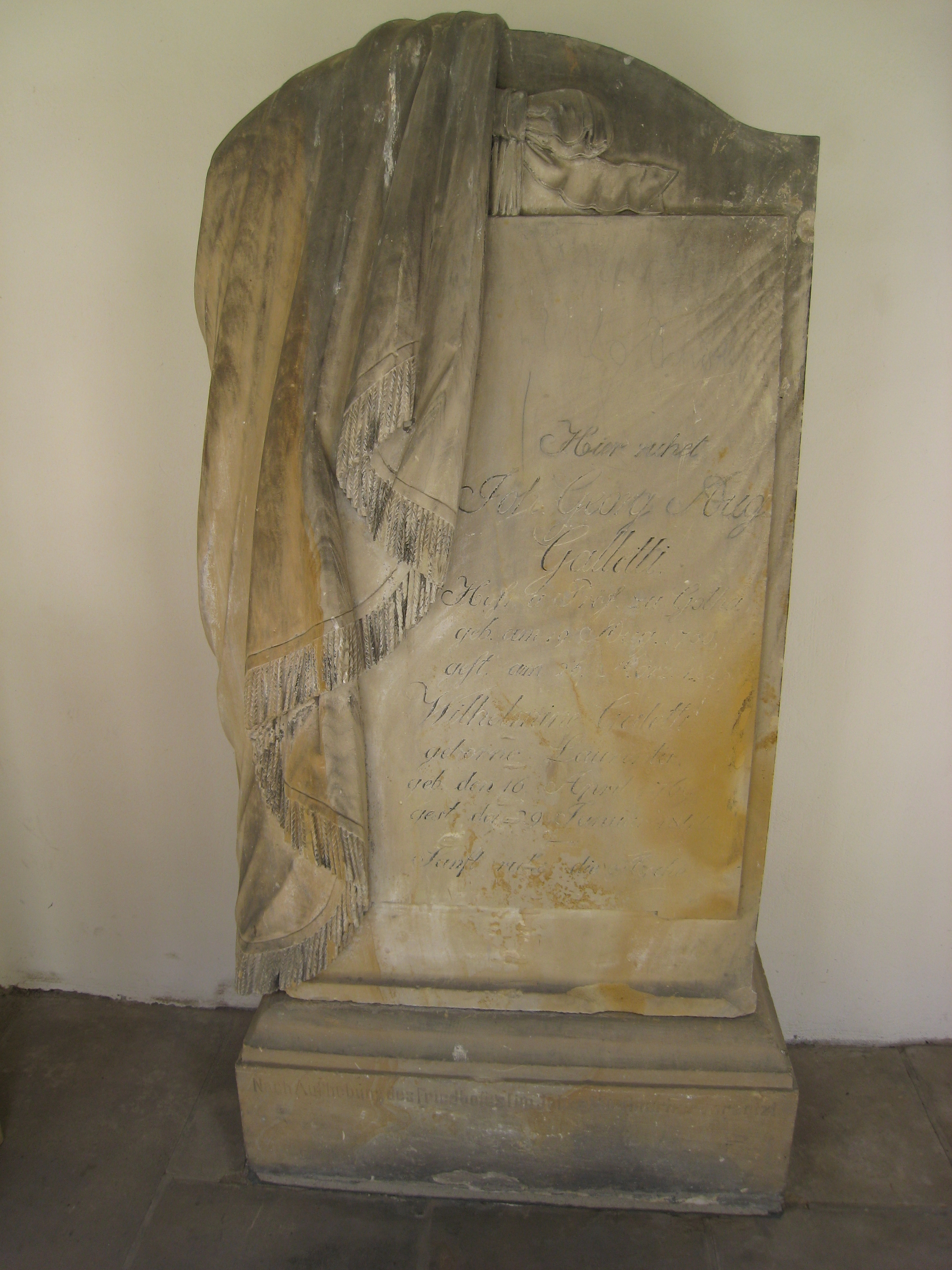
Gallettis Grabstein im Kreuzgang der Augustinerkirche

Galletti wurde als Sohn eines italienischen Opernsängers, der eine Anstellung am Gothaer Hoftheater hatte, und der Tochter eines markgräflich-badischen Kammerdieners geboren. 1768 bis 1772 studierte er Rechtswissenschaft, danach Geschichte und Geografie an der Universität Göttingen, wo er mit Ludwig Hölty befreundet war. Danach war er von 1772 bis 1775 in Almenhausen Hauslehrer beim Oberamtshauptmann von Schlotheim, dann in Tonna, wo er seine ersten Arbeiten veröffentlichte (eine lateinische Grammatik, eine Anweisung zur Geometrie und „Geschichte und Beschreibung der Herrschaft Tonna“).
Galletti war von 1778 bis 1819 Gymnasialprofessor für Latein und Deutsch am Gothaer Gymnasium Illustre, später Professor für Geschichte und Geografie. 1816 wurde er herzoglicher Hofrat und „Historiograph des gothaischen Landes“, bevor er 1819 in den Ruhestand trat. Seit 1808 war er korrespondierendes Mitglied der Bayerischen Akademie der Wissenschaften.

## Werke
Galletti wurde bekannt durch seine mehr als 50 Werke zur europäischen und deutschen, zur thüringischen und gothaischen Geschichte (5 Bände Geschichte und Beschreibung des Herzogtums Gotha, 6 Bände Geschichte Thüringens). Galletti war der erste deutsche Historiker, der eine vollständige Geschichte der französischen Revolution (1808–1811) verfasste. Internationale Anerkennung erhielt er durch sein 27-bändiges Werk der Weltgeschichte und durch zahlreiche Geschichts- und Geografie-Lehrbücher.
Bekannter als durch seine wissenschaftliche Tätigkeit – Schiller soll ihn zum „langweiligsten und geistlosesten Historiker, der je gelebt hat“ erklärt haben – wurden seine „Kathederblüten“ genannten Versprecher, die angeblich von seinen Schülern gesammelt und später als Gallettiana veröffentlicht wurden.

## Tod
Galletti fand seine letzte Ruhestätte auf dem Gothaer Friedhof I. Bei der Aufhebung des Friedhofes 1904 wurde sein Grabstein in den Kreuzgang des ehemaligen Augustinerklosters versetzt, wo er bis heute steht. Die ursprüngliche Grabstelle Gallettis befindet sich auf dem heutigen Schulhof der Arnoldischule, nahe der großen Eingangstreppe.

## Ehrungen
Seine Heimatstadt Gotha gedenkt des Historikers mit der Gallettistraße, der Kindertagesstätte „Galletti“ sowie dem Kulturklub „Galletti“. Von 1988 bis 1992 existierte in der Klosterstraße auch ein „Café Galletti“.

## Zerstreutheit
Die Authentizität der ihm zugeschriebenen Aussprüche ist vielfach zweifelhaft, wenngleich die älteste, vom Buchhändler Gustav Parthey in Berlin 1866 in Buchform herausgegebene Sammlung noch am ehesten wirklich im Unterricht von Galletti Gesagtes enthalten dürfte.

„Mit manchen andern gelehrten Männern hatte er die Schwäche gemein, daß ihn während des Unterrichts eine Zerstreutheit des Geistes befiel. In solchen Augenblicken soll er ein Mal die Höhe des Chimborasso nach Meilen bestimmt, ein ander Mal, bei Aufzählung der Producte Ostindiens, das Elfenbein unter den Mineralien erwähnt, und endlich gar ein Mal ganz naiv geäußert haben: ‚Gotha liege an zwei Flüssen, nämlich an der eisenacher und erfurter Chaussée.‘ Auffallend war es, daß er bei seinem für historische Gegenstände ungemein treuen Gedächtniß die Namen mancher seiner Schüler durchaus nicht behalten konnte, und durch die wunderlichsten Verwechslungen Gelächter erregte. Diese kleinen Mängel wurden bedeckt durch den Adel seines Geistes und Herzens.“

Einige Kostproben seiner Aussprüche:

„Nach der Schlacht von Leipzig sah man Pferde, denen drei, vier und noch mehr Beine abgeschossen waren, herrenlos herumlaufen.“

„Als ich Sie von fern sah, Herr Hofrat Ettinger, glaubte ich, Sie wären Ihr Herr Bruder, der Buchhändler Ettinger, als Sie jedoch näher kamen, sah ich, daß Sie es selbst sind – und jetzt sehe ich nun, daß Sie Ihr Herr Bruder sind.“

„Ich bin so müde, daß ein Bein das andere nicht sieht.“

„Die Engländer würden bei weitem nicht so viel Leder machen, wenn sie bloß ihre eigenen Felle gerbten.“

„Was in Sachsen die Vögel betrifft, so ist der Brummochse der größte.“

## Sonstiges
Im Roman Dinner for One auf Goth’sch wird behauptet, dass Johann Georg August Galletti das Vorbild für die Figur des Mister Winterbottom im berühmten Sketch Dinner for One gewesen sei. Von 1811 bis zu seinem Tode habe er als enger Freund Herzogin Sophie Karoline Amalies von Sachsen-Gotha-Altenburg im Gothaer Winterpalais alljährlich den Geburtstag der Fürstin gefeiert (zusammen mit seinen Zeitgenossen, dem Verleger Justus Perthes, dem Unternehmer Ernst-Wilhelm Arnoldi und Oberst Maximilian Franz Karl Ritter von Gadolla). Nach dem Tod ihrer Freunde habe die Herzogin ihren Diener angewiesen, den Part der Verstorbenen trinkend und sprücheklopfend zu übernehmen. Die Anekdote von diesem seltsamen Geburtstagsritual sei, so der Roman, 1845 nach dem Gotha-Besuch Prinz Alberts von Sachsen-Coburg und Gotha, des Lieblingsenkels der Herzogin, nach Großbritannien gekommen, wo sie der Theaterautor Lauri Wylie in den 1930er-Jahren zufällig wiederentdeckte und erstmals als Dinner for One für die Bühne adaptierte, wobei aus Professor Galletti Mr. Winterbottom wurde.
In dem von 2009 bis 2017 jeweils am Silvestervorabend in Gotha aufgeführten Theaterstück Dar neunzschsde Gebordsdaach oder Dinner for One auf Goth’sch zitiert der Darsteller des Dieners beim Zuprosten auch einige an Gallettis Kathederblüten angelehnte Sprüche.

## Schriften (Auswahl)
- Geschichte und Beschreibung des Herzogthums Gotha. 4 Theile. Ettinger, Gotha 1779–1781; 5. Theil 1824.
- Geschichte Thüringens. 6 Bände. Dessau 1782–1785.
- Kleine Weltgeschichte zum Unterrichte und zur Unterhaltung. 27 Theile. Ettinger, Gotha 1797–1819.
- Geschichte des siebenjährigen Krieges. Ettinger, Gotha 1806.